# Raihorodok, Korop
Raihorodok (în ucraineană Райгородок) este localitatea de reședință a comunei Raihorodok din raionul Korop, regiunea Cernihiv, Ucraina. În secolul al XIX-lea, satul făcea parte din volostul Korop, uezdul Kroleveț.

## Demografie
Componența lingvistică a localității Raihorodok
     Ucraineană (95,2%)
     Rusă (4,8%)
Conform recensământului din 2001, majoritatea populației localității Raihorodok era vorbitoare de ucraineană (95,2%), existând în minoritate și vorbitori de rusă (4,8%).